# Teresa Bandini
Teresa Bandini, nota anche come Ljuba Bandini Scerbanenko (Milano, 24 dicembre 1909 – Ginevra, 18 marzo 2008), è stata una violinista e corista italiana, inserita nell'elenco dei Giusti tra le nazioni allo Yad Vashem di Gerusalemme. Fu moglie del giornalista e scrittore Giorgio Scerbanenco.

## Biografia
Teresa Bandini nacque in una famiglia di piccoli artigiani milanesi specializzati nella riparazione e nel commercio di macchine da cucire. Diplomatasi in violino, si impiegò come “pellicciaia” – come risulta anche nel suo atto di matrimonio – per pagarsi gli studi serali alla Civica Scuola di Canto corale di Milano. Conseguì il diploma di corista nel 1933 e, l'anno successivo, entrò nel Coro del Teatro alla Scala, dove rimarrà sino al 1962. 
Il 31 gennaio 1931 Teresa Bandini si sposò religiosamente con l'apolide diciannovenne Wladimiro Scerbanenko, cioè il futuro scrittore Giorgio Scerbanenco. Non essendo stato preceduto dalle pubblicazioni civili, il matrimonio fu trascritto nel Registro di Stato civile di Milano soltanto il 23 ottobre successivo. Da tale data, ai sensi dell’art. 10 della Legge 13 giugno 1912, n.555, Bandini perse la cittadinanza italiana e acquisì lo status di apolide. 
Lo scrittore la soprannominò Ljuba (in russoː amore). Ebbero una prima figlia che morì dopo pochi mesi. Il 13 dicembre 1935 Scerbanenco ottenne la cittadinanza italiana che, automaticamente, trasmise alla moglie Teresa. 
Nel 1939 nacque il secondo figlio, Alberto (detto Alan), ma il matrimonio era ormai finito. Già nel 1940 Scerbanenco la lasciò per andare a vivere con un'altra donna. Nonostante ciò, fu lei l'unica a prendersi cura della madre dello scrittore, sul letto di morte e, tra il 1943 e il 1945, quando il marito fuoriuscì in Svizzera, gli fece pervenire clandestinamente il suo aiuto economico.
Dal 1º dicembre 1943 al 14 marzo 1945, Teresa Bandini ospitò nella sua casa milanese gli ebrei Alberto Campelung e sua figlia Marisa, ricercati dalle SS. Saputo che le autorità naziste erano sulle loro tracce, il 14 marzo 1945 i due ricercati fuggirono ma la sera stessa Bandini ebbe la visita delle SS. Venne arrestata, pesantemente minacciata e torturata ma gli aguzzini non riuscirono a ottenere da lei le informazioni sui fuggitivi. Successivamente, pur sorvegliata, donna sola e madre di un bimbo di quattro anni, riuscì anche a far arrivare qualche aiuto ai suoi ex ospiti ebrei.

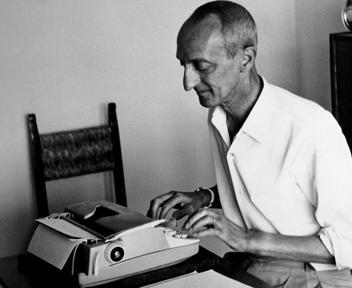
Lo scrittore Giorgio Scerbanenco

Nel gennaio 1946 Teresa Bandini si separò legalmente da Giorgio Scerbanenco. Soltanto nel 1962 il marito separato seppe di quanto aveva fatto in favore degli ebrei durante la Seconda guerra mondiale e scrisse: «Quel giorno... compresi che aveva dei sentimenti che io non avevo. Aveva un coraggio che io non avevo. Aveva un concetto assoluto dell’amore che io non avevo. Aveva una visione della vita basata sull’amore. Amò sempre senza se e senza ma. La figlia, il figlio, il marito, gli altri. Amò. Non chiese niente a nessuno. Teresa, perdonami.».
Dopo la morte dello scrittore Bandini fu custode della sua memoria, raccogliendone gli scritti inediti e poi mettendoli a disposizione del figlio Alberto e di Cecilia, la figlia che Scerbanenco aveva avuto dalla giornalista Nunzia Monanni.
Nel 2002, all’ambasciata d'Israele a Ginevra, dove si era trasferita, ricevette personalmente la medaglia d’oro dello Yad Vashem per la sua iscrizione nei Giusti tra le nazioni. Ivi morì a 98 anni.